# Craterestra proleuca
Craterestra proleuca là một loài bướm đêm trong họ Noctuidae.